# Напојница
Напојница или бакшиш је најчешће мала количина новца која се у знак захвалности или као награда даје некоме за квалитетно обављену услугу. Треба га разликовати од мита, где се обично даје већа количина новца, а очекује се услуга која је против закона.

## У разним земљама
Напојница се даје конобарима, таксистима, носачима, персоналу по хотелима и сл. У хотелима на југу Европе, напојница се не даје директно особи, већ се оставља на столу. У многим културама, напојница се подразумева, али се у неким азијским хотелима сматра увредом. Међутим, напојнице су уобичајене у хотелима који угошћују иностране туристе. На Тајвану је напојница већ урачуната у цену и износи 10 % вредности. Исто је и у Румунији (у ресторанима и за услуге таксија), а слично и у Боливији, где се пристојним сматра 5 % од укупне цене. У Уједињеном Краљевству муштерија може да одбије да плати урачунату напојницу уколико сматра да услуга није одговарајућа. Занимљиво је да у Квебеку и Онтарију послодавци имају право да дају мање плате запосленима за које се очекује да ће добијати напојнице. У Аустралији, напојница у казинима се не практикује, јер се повезује са подмићивањем, што је и регулисано законом који важи у Тасманији.

## Правила за давање
С обзиром да постоје другачија правила у разним културама, стручњаци су покушали да дају нека општа правила која ће важити у највећем броју случајева. У Европи се препоручује да напојница у ресторану буде од 5 па до 15 % од укупне цене, посебно када су у питању скупљи ресторани. За такси услуге та вредност је око 10 %, а за носаче у хотелима се под пристојним подразумева евро по торби. Један евро се даје и за организацију превоза или резервацију у неком ресторану. Међутим, посебни прохтеви се награђују и са 15 евра. Савети за обиласке се у хотелима плаћају само захвалношћу. У Јапану је напојница увредљива, али не и у Кини где се очекује макар 3 % од укупне цене. Напротив, кинески таксисти не очекују напојницу, али они у Хонгконгу да. У САД, величина напојнице варира од места до места. У већим градовима, попут Њујорка очекивана напојница је 15 % од цене, док је по мањим местима довољан ситниш. Такође, висину напојнице одређује и екслузивност саме услуге. У скромнијим хотелима, напојница за носача износи долар по торби, али у скупљим, цена се креће од 2,5 долара па и више уколико је торба тежа. Закључак стручњака је да је најчешће боље оставити нешто него ништа.